# Foligno
Foligno település Olaszországban, Umbria régióban, Perugia megyében. Lakosainak száma 55 226 fő (2023. január 1.). Foligno Montefalco, Sellano, Trevi, Valtopina, Bevagna, Nocera Umbra, Serravalle di Chienti, Spello és Visso községekkel határos.

## Népesség
A település lakossága az elmúlt években az alábbi módon változott:
| Lakosok száma | 57 126 | 57 059 | 56 999 | 55 226 |
|               | 2015   | 2016   | 2018   | 2023   |